# Stop (Rogatica)
Pour les articles homonymes, voir Stop.
Stop (en serbe cyrillique : Стоп) est un village de Bosnie-Herzégovine. Il est situé dans la municipalité de Rogatica et dans la république serbe de Bosnie. Selon les premiers résultats du recensement bosnien de 2013, il compte 15 habitants.

## Démographie

### Répartition de la population par nationalités (1991)
En 1991, le village comptait 73 habitants, tous Musulmans (Bosniaques).